# Битва при Таликоте
Битва при Таликоте (канн. ತಾಳೀಕೋಟೆಯ ಯುದ್ಧ, телугу తళ్ళికోట యుద్ధము) — сражение, произошедшее 25 января 1565 года между армией Виджаянагарской империи и объединёнными силами деканских султанатов. Источники противоречивы в части состава мусульманской армии: помимо Биджапура, Ахмаднагара, Голконды и Бидара, в индуистских источниках отдельно упоминается Берар. Потерпев сокрушительное поражение, последнее великое индуистское царство в Южной Индии пришло в упадок и прекратило существование.

## Битва

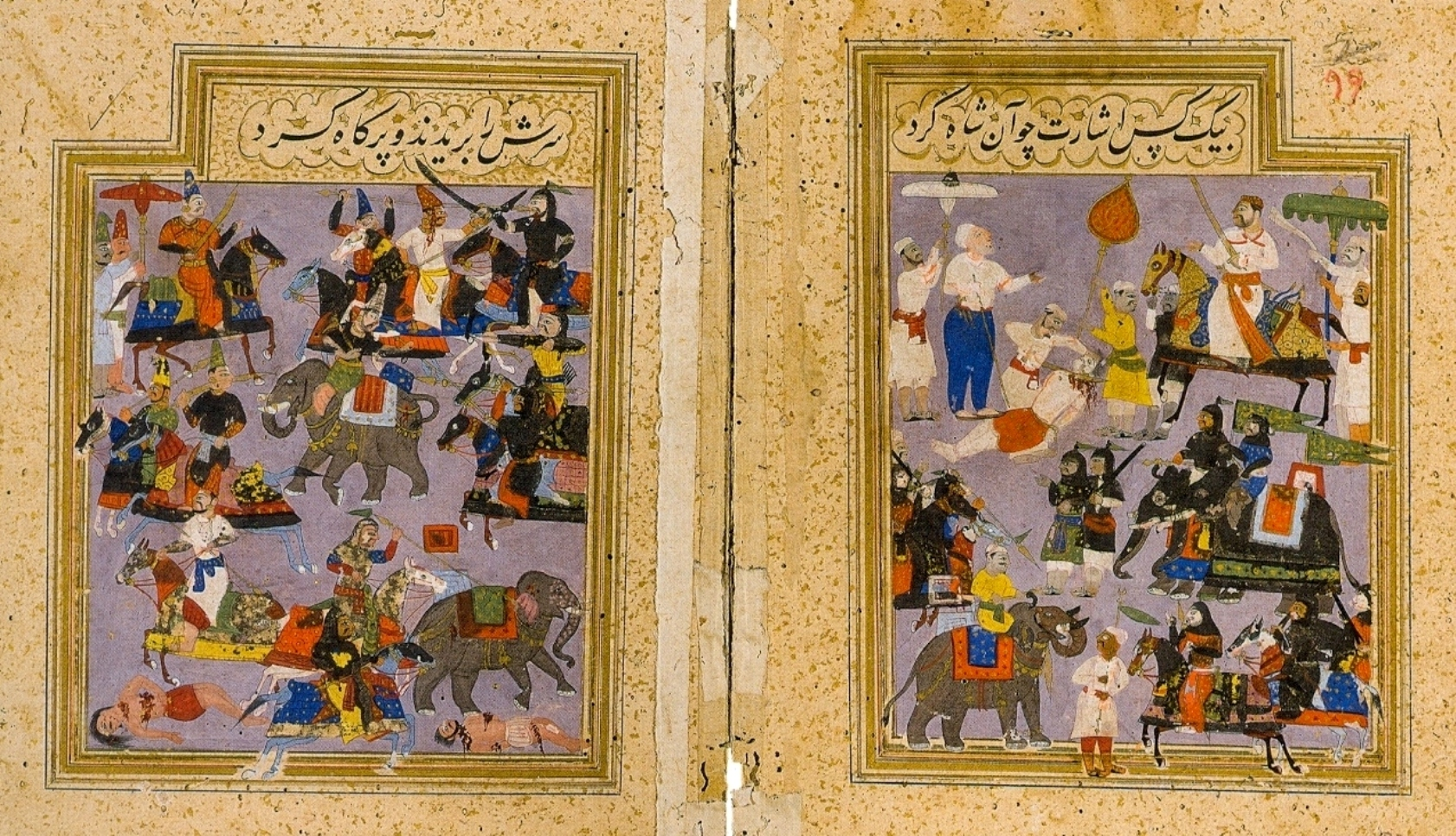
Разворот из манускрипта «Тариф-и-Хусейн Шахи», созданного в Ахмаднагаре в 1565—1569 годах. В левой части «Битва при Таликоте», в правой части Хусейн Низам-шах (на коне с зелёным балдахином) отдает распоряжение обезглавить побеждённого виджаянагарского царя Рама Райю.

Деканские султанаты враждовали между собой, но когда в соседнем царстве Виджаянагар на трон взошёл новый правитель, Рама Райя, султаны решили объединиться. Объединённая армия выступила в поход, и с 29 декабря 1564 года начались первые стычки.
Кутаб-шах (Голконда) и Хусейн Низам-шах, правитель Ахмаднагара, попытались первыми атаковать индусов, но потерпели поражение и отступили. Чтобы задержать ответный удар, султаны вступили в переговоры, во время которых силы мусульман перегруппировались. Затем Имад-шах (Берар) атаковал армию индусов, вызвав на себя удар отрядов Тирумалы, брата правителя Рамы Райи, уничтоживших мусульманские войска. Но остальные султаны воспользовались моментом, переправились через реку Кришна и напали на тылы виджаянагарской армии.
Несмотря на неожиданность атаки, Рама Райя успел среагировать и повёл свои войска в бой. Тирумала успел вернуться и организовал оборону правого фланга. Другой брат правителя, Венкатадри, возглавил левый фланг.
23 января 1565 года противоборствующие силы столкнулись у деревень Ракшази и Тангади. По некоторым сведениям, в сражении участвовало более миллиона воинов. Армия индусов теснила мусульман, но когда победа казалась близкой, султаны подали сигнал, и 140 000 мусульманских воинов на стороне Рамы Райи повернули своё оружие против бывшего повелителя, нанеся удар в спину его армии.
Рама Райя был пленён, а затем убит. Его голова, поднятая на копье, вселила панику в ряды индусов, смешав их порядки в центре. Венкадатри на левом фланге также погиб, и султаны смогли сконцентрировать удар на самом боеспособном правом фланге, возглавляемом Тирумалой. Он попытался восстановить порядок, но не смог сдержать натиск мусульман. Армия была разбита, Тирумала бежал в столицу, откуда скрылся с сокровищницей и 1500 слонами в направлении Пенуконды.